# Smilla Vallotto
Smilla Vallotto, född 23 mars 2004, är en norsk-schweizisk fotbollsspelare (anfallare/mittfältare). På landslagsnivå representerar hon Schweiz.
Vallotto representerar sedan 2023 Hammarby IF i Damallsvenskan, till vilka hon kom från Stabæk.